# Hidetoki Takahashi
Hidetoki Takahashi (高橋 英辰 Takahashi Hidetoki?,  11 de abril de 1916 en Fukushima - 5 de febrero de 2000 en Tokio) fue un futbolista japonés que se desempeñaba como delantero y entrenador.

## Clubes

### Como futbolista
| Club    | País  | Año         |
| ------- | ----- | ----------- |
| Hitachi | Japón | 1941 - 1958 |

### Como entrenador
| Club                                | País  | Año         |
| ----------------------------------- | ----- | ----------- |
| Universidad de Waseda               | Japón | 1955 - 1956 |
| Selección de fútbol de Japón        | Japón | 1957        |
| Selección de fútbol sub-20 de Japón | Japón | 1959        |
| Selección de fútbol de Japón        | Japón | 1960 - 1962 |
| Hitachi                             | Japón | 1970 - 1976 |

## Palmarés

### Distinciones individuales
| Distinción                                      | Año  |
| ----------------------------------------------- | ---- |
| Inducido al Salón de la Fama del fútbol japonés | 2009 |